# Джеймс Рамзі Гант
Джеймс Рамзі Гант (1872 , Філадельфія, Пенсільванія  — 22 липня 1937 , Катона, Нью-Йорк ) — американський невролог.

## Життєпис
Рамзі Гант отримав ступінь доктора медицини в Школі медицини Пенсільванського університету в 1893 році. Потім він навчався в Парижі, Відні та Берліні і повернувся до неврологічної практики в Нью-Йорку, працюючи в медичній школі Корнельського університету з 1900 по 1910 рік з Чарльзом Лумісом Даною. У 1910 році він приєднався до професорсько-викладацького складу в коледжі лікарів і хірургів Колумбійського університету, який пізніше став їхнім неврологічним інститутом Нью-Йорка. Вчений провів великі дослідження з анатомії та розладів смугастого тіла та екстрапірамідної системи, а також описав декілька рухових розладів. Він був лікарем-консультантом у кількох нью-йоркських лікарнях, включаючи лікарню Ленокс Гілл, лікарню Нью-Йорка, лікарню для немовлят, нью-йоркську лікарню для очей та вух, психіатричний інститут, село Летчворт для психічних дефектів, лікарню Монтефіоре та колонію для епілептиків Крейга, і був призначений професором неврології в Колумбійському університеті в 1924 році
Джеймс Рамзі Гант обирався президентом Американської неврологічної асоціації в 1920 році, Нью-Йоркського неврологічного товариства в 1929 році, Американського психопатологічного товариства в 1932 році та Асоціації досліджень нервових і психічних розладів у 1934 році. Він також був засновником Американського товариства клінічних досліджень, членом Асоціації американських лікарів, Американської психіатричної асоціації, Асоціації з вивчення внутрішніх секрецій та Американської медичної асоціації.
Під час Першої світової війни Джеймс Рамзі Гант служив лейтенантом, а потім підполковником у складі військового медичного корпусу, а також у Франції директором нейропсихіатрії.
Гант описав три окремих синдроми, найвідомішим з яких є оперізувальний герпес, також відомий як синдром Рамзі Ганта 2-го типу.
Він одружився з уродженкою Чикаго Еліс Сент-Джон Нолан. У родині народилося двоє дітей Джеймс Рамзі Гант-молодший та Еліс Сент-Джон Гант.

## Інші пов'язані епоніми
- Атрофія Рамзі Ганта: термін, що означає виснаження дрібних м'язів рук без втрати чутливості.
- Зона Рамзі Ганта: відмежована ділянка шкіри, що постачається ганглієм генікул проміжного нерва.
- Параліч Рамзі Ганта: розлад із симптомами, схожими на симптоми паркінсонізму, але менш інтенсивними, ніж при хворобі Паркінсона.